# Stewie is Enceinte
Stewie is Enceinte («Беременный Стьюи») — двенадцатая серия тринадцатого сезона мультсериала «Гриффины». Премьерный показ состоялся 8 марта 2015 года на канале FOX.

## Сюжет
Питер, Джо, Гленн и Кливленд, как всегда, сидят в баре. В новостях показывают новый вирусный ролик, который бьёт рекорды просмотров в интернете. Питер предлагает парням снять новое видео с их участием, которое также смогло бы стать популярным. Однако, все их попытки оканчиваются неудачей: Джо проваливает идею записи своих эмоций, Питер записывает сразу 2 видео, но они также не становятся хитами, в комментариях одни негативные отзывы. В итоге по новостям вновь показывают новое вирусное видео, в котором Крис, сын Питера, переходит дорогу и швыряет кроссовки в проезжающий автомобиль.
Тем временем Стьюи замечает, что Брайан в последнее время стал избегать общения с ним. Тогда Стьюи обращает внимание на счастливую семью Джо, которую вместе сплотила дочка Сьюзи. Стьюи решает завести ребенка от Брайана для того, чтобы вновь общаться с ним и проводить время вместе. Однако, разговора так и не получается: Брайан слишком увлечен социальными сетями. Времени на раздумья нет: Стьюи оплодотворяет себя при помощи ДНК Брайана, полученного из слюны и шерсти, сконструировав машину.
Брайан, узнав, что сделал Стьюи, приходит в бешенство и просит его сделать аборт, но разговор заканчивается ссорой. Стьюи не отступает: он просит отвезти себя в больницу на осмотр. Доктор Хартманн даёт положительные прогнозы, Брайан вынужден сопровождать Стьюи по магазинам одежды для малышей и даже принимает участие в фотосессии. Срок подходит очень быстро, и Стьюи в машине Брайана рожает сразу несколько детёнышей, которые частично покрыты шерстью, все разной формы и размеров. Брайан неожиданно понимает, что это его шанс: он не воспитывал своего сына Дилана с ранних лет. Во время прогулки в парке выясняется, что почти все дети — инвалиды: некоторые родились слепыми или глухими.
Уже дома измученные Брайан и Стьюи узнают, что один детеныш утонул в озере, другой не услышал газонокосилки Джо. Стьюи признаётся Брайану, что вся эта затея с рождением детей была задумана только для того, чтобы заставить друзей быть чаще вместе. Брайан говорит, что, по его мнению, Стьюи в последнее время был немного замкнут в себе, поэтому он и решил дать ему больше свободного пространства. Оба понимают, что не смогут вынести детей, и, не привязавшись ни к одному из них, отдают их в приют. Стьюи вспоминает, что у него ещё остались подарки с вечеринки по случаю рождения.

## Рейтинги
- Рейтинг эпизода составил 2.1 среди возрастной группы 18-49 лет.
- Серию посмотрело порядка 3.98 миллиона человек.
- Серия стала второй по просматриваемости в тот вечер Animation Domination на канале FOX, уступив сериалу «Последний человек на Земле».[1]

## Критика
Катрина Тулок из журнала Entertainment Weekly особенно отметила лучшую шутку эпизода, когда Стьюи унизил беременную женщину в магазине одежды для новорожденных. Подводя итог серии в целом, она также сказала: «В зависимости от того, кто вы по жизни, эта история может заставить вас смеяться или впасть в уныние. В общем, перед нами типичный эпизод „Гриффинов“». Также она назвала весьма слабой сюжетной линией историю о том, как трудно снять вирусное видео, «но суть ясна: люди любят тело-посрамление и расизм в Интернете».